# Lypkuwatiwka
Lypkuwatiwka (ukrainisch Липкуватівка; russisch Липковатовка Lipkowatowka) ist ein Dorf in der ukrainischen Oblast Charkiw mit etwa 1500 Einwohnern (2001).

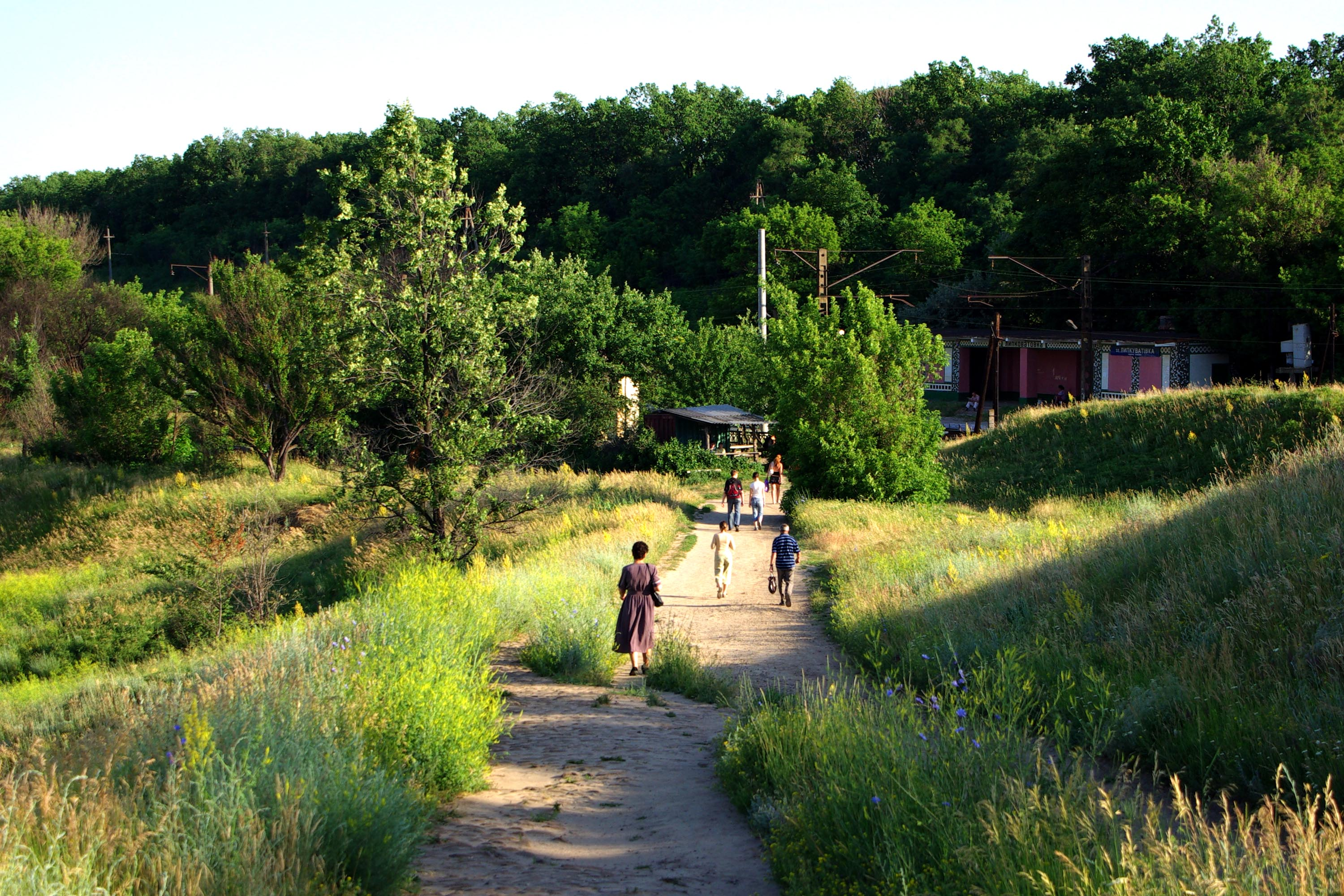
Blick vom Dorf zur Bahnstation

Am 12. Juni 2020 wurde das Dorf ein Teil der neugegründeten Siedlungsgemeinde Nowa Wodolaha, bis dahin war sie ein Teil der Siedlungsratsgemeinde Birky (Бірківська селищна рада/Birkiwska selyschtschna rada) im Osten des Rajons Nowa Wodolaha.
Am 17. Juli 2020 kam es im Zuge einer großen Rajonsreform zum Anschluss des Rajonsgebietes an den Rajon Charkiw.
Das Dorf mit einer Fläche von 0,22 km² liegt auf einer Höhe von 112 m am rechten Ufer des Dschhun (Джгун), einem 18 km langen, rechten Nebenfluss der Wilchuwatka (Вільхуватка; Flusssystem Siwerskyj Donez), der hier zu drei kleineren Stauseen angestaut ist. Lypkuwatiwka befindet sich 7 km nordwestlich vom Gemeindezentrum Birky, 9 km östlich vom Rajonzentrum Nowa Wodolaha und 43 km südwestlich vom Oblastzentrum Charkiw.
Im Dorf steht die orthodoxe Sankt-Nikolaus-Kirche. Südlich von Lypkuwatiwka verläuft die Regionalstraße P–51. Die Ortschaft besitzt eine Bahnstation an der Bahnstrecke Sewastopol–Charkiw.